# Insubrer

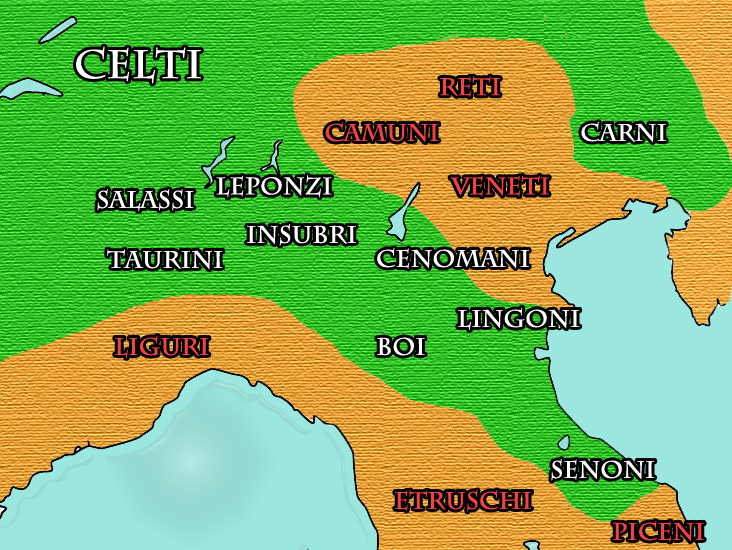
Folkslag i Gallia cisalpina.

Insubrerna var ett  keltiskt folk som förmodas ha kommit till Cisalpina Gallien i norra Italien omkring 400 f.Kr. Insubrerna trängde undan etruskerna och intog den etruskiska staden Melpum.
Insubrernas område gränsade i söder till bojerna där Padus (nuvarande Po) var gränsflod. I nordöst gränsade insubrernas område till cenomanerna och i norr utgjorde bergskedjan Alperna en gräns. Insubrernas huvudstad var Mediolanum (dagens Milano).
År 224 f.Kr. erövrade romarna bojer och lingoner. Strax därefter, 222 f.Kr., angreps insubrerna av romarna och besegrades först vid Clastidium (där deras kung, Virdumanrus, omkom) och senare vid Mediolanum, då insubrerna underkastade sig Rom. Romarna byggde kolonierna Placentia (dagens Piacenza) och Cremona på vardera sidan av Padus för att befästa sin närvaro.
Efter andra puniska kriget revolverade åter gallerna i norditalien men efter nederlag 197 f.Kr. och 196 f.Kr. fick insubrerna åter underkasta sig romarna och efter hand blev området fullständigt romaniserat.

## Källor

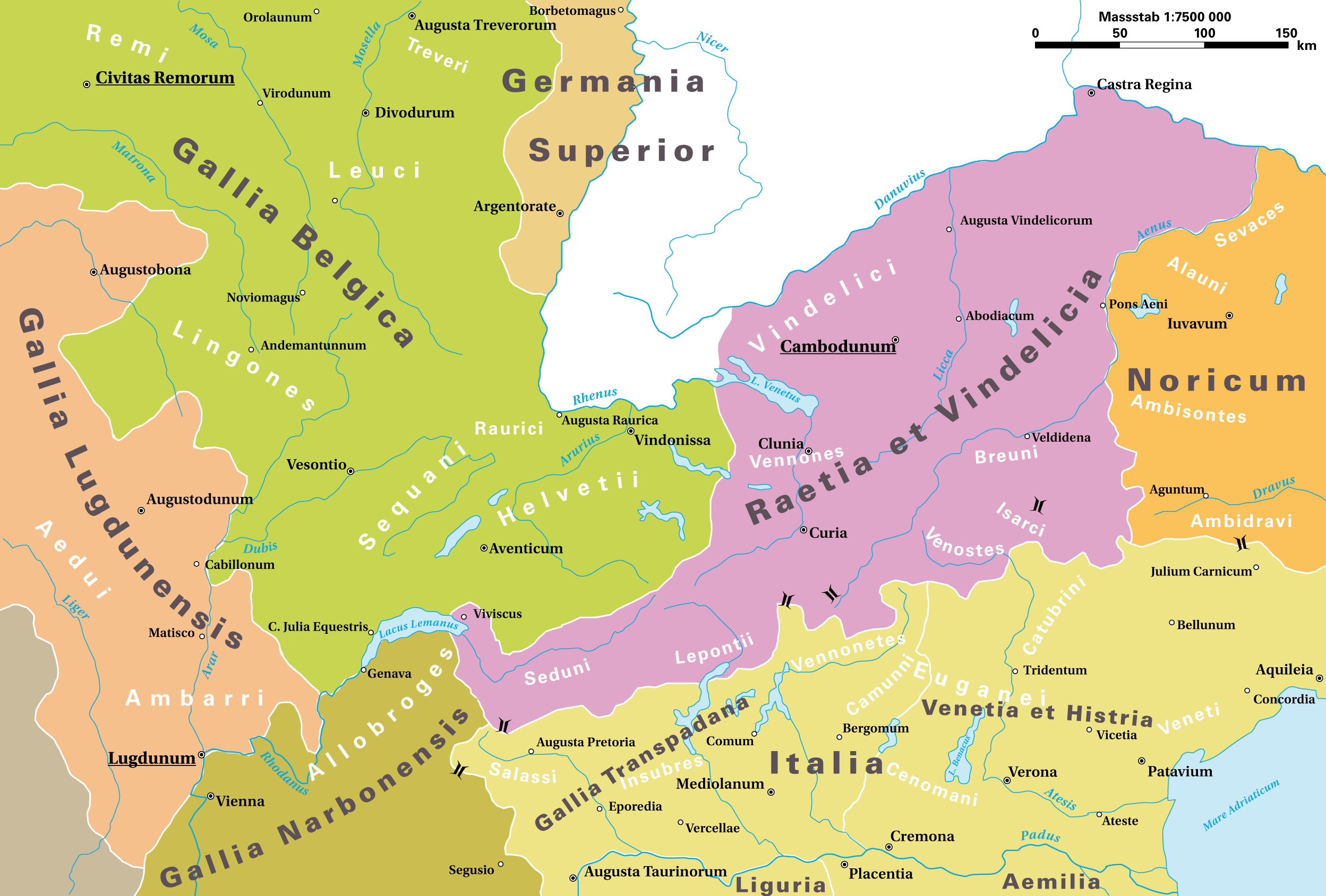
Karta som visar västra alperna år 14 e.Kr. och den geografiska placeringen på några folkstammar, bland dessa insubrerna.